# دالتون ترامبو
جيمس دالتون ترمبو (بالإنجليزية: Dalton Trumbo) (6 ديسمبر 1905 - 10 سبتمبر 1976) كاتب سيناريو وروائي أمريكي، من أفلامه عطلة رومانية، إكسدس، سبارتاكوس، وأيضًا ثلاثون ثانية على طوكيو. هو واحد ممن يعرفون بعشرة هوليوود كجزء من القائمة السوداء لها، رفض الإدلاء باعترافاته للجنة الأنشطة غير الأمريكية بمجلس النواب عام 1947 بخصوص تدخل الشيوعية في صناعة السينما، فتم منعه من العمل ككاتب سيناريو لمدة 10 سنوات، كتب فيها أشهر أفلامه تحت أسماء مستعارة لكتّاب أخرين، وحصل فيها على جائزتي أوسكار عن فيلمي عطلة رومانية (1953) والشجاع (1956)، كان الاعتراف باسمه على فيلمي إكسدس وسبارتاكوس في عام 1960 عاملا مهما في وضع نهاية للقائمة السوداء، ومن بعدها عُرفت أعماله التي نشرت خلال فترة الحظر باسمه الحقيقي.

## نشأته
وُلد ترمبو في مونتروز (كولورادو)، ثم انتقلت عائلته إلى غراند جنكشن (كولورادو) في عام 1908. كان جده الأكبر يعقوب ترمبو مهاجر سويسري إلى الولايات المتحدة في عام 1736م. حصل على الشهادة الثانوية من مدرسة جراند جنكشن، والتحق بجامعة كولورادو بولدر لسنتين، وعمل كمراسل لكاميرا بولدر اليومية وساهم في مجلة مزحة الحرم الجامعي وجريدة الحرم الجامعي وكان عضوا في أخوية Delta tau Delta.
لمدة تسع سنوات بعد وفاة والده، عمل في الفترة المسائية في أحد المخابز في لوس أنجلوس ثم التحق بجامعة كاليفورنيا الجنوبية، راجع بعض الأفلام وكتب حوالي 88 قصة قصيرة و6 روايات ولكن تم منعهم من النشر.

## حياته

### في البداية
بدأ الكتابة في ثلاثينيات القرن الماضي عندما نُشرت العديد من مقالاته وقصصه في بعض المجلات مثل Saturday Evening Post, McCall's Magazine, Vanity Fair و Hollywood Spectator. في عام 1934 أصبح مدير التحرير في مجلة Hollywood Spectator ثم تركها ليعمل في استديوهات وارنر برذرز.
كتب أول رواياته تحت اسم الكسوف (1935) تدور أحداثها عن أهل مدينة ما بأسلوب الواقع الاجتماعي وكان يرسم تفاصيل طفولته في جراند جنكشن، أثارت الرواية جدل كبير في مدينة جراند جنكشن واستاء الكثير من أهلها من تلك الرؤية، ولكن بعد وفاته تم تكريمه بتمثال يقع أمام مسرح أفالون والذي يصوره وهو يكتب أحد سيناريوهاته في حوض استحمام.
بدأ العمل السينمائي عام 1937 واستكمل كتابة النثر. وفازت روايته المعادية للحروب (جوني حصل على سلاحه - Johnny Got His Gun) بجائزة الكتاب الوطني عام 1939. استلهمها من مقالة قد قرأها من عدة سنين، تتحدث عن زيارة أمير ويلز لأحد المصابين الكنديين في الحرب العالمية الأولى.
في أواخر الثلاثينيات أصبح ترمبو من أغلى كتاب هوليوود أجر، ما يعادل 80,000$ في السنة الواحدة. كتب Thirty Seconds Over Tokyo (1944), Our Vines Have Tender Grapes (1945), and Kitty Foyle (1940) ورُشح لجائزة الأوسكار عن أفضل سيناريو مقتبس.

### الشيوعية والقائمة السوداء
انضم ترمبو للحزب الشيوعي في الولايات المتحدة في أوائل الأربعينات ولكن لم يشارك في الحزب حتى 1943. وكتب رواية الرائع أندرو، تخيل فيها عودة روح الرئيس الأمريكي السابع أندرو جاكسون ليحذر الولايات المتحدة من المشاركة في الحرب العالمية الثانية.
في عام 1946 كتب ترمبو مقالة في مجلة روب واجنر بعنوان «التهديد الروسي»، وكان يتكلم بمنظور مواطن روسي وكان يتحدث عن خوف الروس من كتلة القوة العسكرية الأمريكية المحاوطة لهم من كل اتجاه، في وقت يتم التعامل فيه مع أي تعاطف مع الدول الشيوعية كخيانة واشتباه. كان دائم النقاش حول وجود تهديد أمريكي لروسيا أيضا بعكس نظرة أغلب الشعب حول «التهديد الأحمر».
في يوليو 1946، نشر ويليام ويلكرسون مؤسس مجلة مراسلو هوليود، عمود بعنوان «تصويت لصالح ستالين» وأطلق فيه على ترمبو و9 أخرين مسمى المتعاطفين مع الشيوعية، ثم عُرفت بعد ذلك باسم «قائمة بيلي السوداء»، ثم في أكتوبر 1947 تمت ملاحقة تلك الأسماء من قبل لجنة النشاطات غير الأمريكية للاستجواب أمام الكونغرس، سواء كانوا عملاء للشيوعية أو متعاطفين دعوا لها خلسة في الولايات المتحدة، لكنهم رفضوا إعطاء أي معلومات وتمت إدانتهم بتهمة ازدراء الكونغرس. في عام 1950 حُكم على ترمبو بالسجن مدة 11 شهرا بالسجن الفيدرالي في أشلاند (كنتاكي).

### حياته العملية بعد السجن
تدريجيا بدأت القائمة السوداء بالضعف، بمساعدة المخرج أوتو بريمنغر، تم ذكر اسم ترمبو على فيلمه إكسدس المقتبس عن رواية لليون يوريس، ثم بعدها أعلن كيرك دوغلاس عن كتابة ترمبو لفيلم سبارتاكوس، وبعد ذلك تم ذكر اسمه على كل أعماله، وفي عام 2011 تم الاعتراف بكتابته لفيلم عطلة رومانية الحائز على الأوسكار.
في 1971 أخرج ترمبو فيلم مقتبس عن روايته «جوني حصل على سلاحه» شارك في تمثيله تيموثي بوتومز، دونالد سثرلاند، جيسون روباردس، وكتب أيضا فيلم العمل التنفيذي - Executive Action الذي دارت قصته حول اغتيال الرئيس الأمريكي جون كينيدي،
في عام 1975، إعترفت الأكاديمية بدالتون ترمبو كفائز بجائزة الأوسكار عن أحسن سيناريو في فيلم الشجاع، وقدمت له الجائزة باسمه.

### وفاته
في يوم 10 سبتمبر 1976، توفى ترمبو في لوس أنجلوس، بعد تعرضه لأزمة قلبية في عمر ال70 وتبرع بجسمه لصالح أبحاث علمية.
في عام 2003، أقام ابنه كريستوفر ترمبو عرض مسرحي مبني على كلمات والده باسم (ترمبو: أحمر، أبيض، مدرج في القائمة السوداء) ثم اقتبسه مرة أخرى في فيلم وثائقي باسم ترمبو صدر عام 2007، أضاف فيه لقطات وثائقية ومقابلات جديدة.
في نوفمبر 2015، صدر فيلم سينمائي درامي يحمل اسم ترمبو أيضا، قام بأداء دور ترمبو، الممثل براين كرانستون، ومن إخراج جاي روتش، وتم ترشيح براين كرانستون لجائزة الأوسكار عن احسن ممثل لأداءه دور دالتون ترمبو، ولكنه لم يفز بها.

## جوائز
- 1954: جائزة الأوسكار لأحسن سيناريو عن فيلم عطلة رومانية Roman Holiday.
- 1957: جائزة الأوسكار لأحسن سيناريو عن فيلم الشجاع The Brave one.
- 1970: جائزة Laurel لأفضل كاتب سيناريو من نقابة الكتاب الأمريكية.
- 1971: جائزة لجنة التحكيم بمهرجان كان السينمائي عن فيلم جوني حصل على سلاحه Johnny Got His Gun.
- 1971: جائزة الاتحاد الدولي للنقاد السينمائيين بمهرجان كان السينمائي عن فيلم جوني حصل على سلاحه Johnny Got His Gun.
- 1974: جائزة اختيار الجمهور لأحسن فيلم أجنبي في Kinema Junpo عن فيلم جوني حصل على سلاحه Johnny Got His Gun.

## المصدر
مترجم عن ويكيبديا الإنجليزية بتاريخ 4 مارس 2016، Dalton Trumbo

## روابط خارجية
- دالتون ترامبو على موقع IMDb (الإنجليزية)
- دالتون ترامبو على موقع ميتاكريتيك (الإنجليزية)
- دالتون ترامبو على موقع الموسوعة البريطانية (الإنجليزية)
- دالتون ترامبو على موقع روتن توميتوز (الإنجليزية)
- دالتون ترامبو على موقع ألو سيني (الفرنسية)
- دالتون ترامبو على موقع تيرنر كلاسيك موفيز (الإنجليزية)
- دالتون ترامبو على موقع أول موفي (الإنجليزية)
- دالتون ترامبو على موقع قاعدة بيانات برودواي على الإنترنت (الإنجليزية)
- دالتون ترامبو على موقع قاعدة بيانات الأفلام السويدية (السويدية)
- دالتون ترامبو على موقع إن إن دي بي (الإنجليزية)